# Widukind
Widukind ist ein männlicher Vorname.

## Herkunft und Bedeutung
Widukind ist aus den altsächsischen Wörtern für „Holz, Wald“ und „Kind“ zusammengesetzt. Der erste Namensbestandteil ist auch die Grundlage für den Namen Guido.

## Varianten
- Wittekind
- Wittekindt
- Widekind
- Wedekind
- Weking
- Wedekin

## Verbreitung
Besonders häufig findet man die Namen Wedekind und Wittekind als Familiennamen in Südniedersachsen im Raum Alfeld (Leine), auf der östlichen Weserseite in Ostfalen.

## Bekannte Namensträger
- Widukind (Sachsen) (um 750 bis nach 785), Herzog der Sachsen zur Zeit Karls des Großen

- Widukind von Corvey (ca. 925 bis nach 973), Mönch und Autor von Die Sachsengeschichte
- Widukind von Rheda (ca. 1154 bis 1189/1191), Stifter des Klosters Marienfeld, Vogt der Klöster Freckenhorst und Liesborn
- Widukind von Waldeck (* 13. Jahrhundert; † 18. November 1269), Bischof von Osnabrück
- Widukind von Wittgenstein († 14. November 1272), Abt des Klosters Grafschaft
- Widukind von Wolfenbüttel, (ca. 1089 bis um 1118), Begründer der Adelslinie von Wolfenbüttel-Asseburg

- Widukind Herrmann (* 7. Mai 1936; † 18. Januar 2011), deutscher Fußballschiedsrichter und Funktionär
- Widukind Lenz (* 4. Februar 1919; † 25. Februar 1995), deutscher Humangenetiker.

- Widukind (Pseudonym) –  Richard Wilhelm Ludwig Moeller (* 31. März 1890 in Rostock; † 16. Dezember 1945), war ein deutscher Historiker, Lehrer, Politiker (DDP) und Autor.